# Johann Ulrich Steinhofer

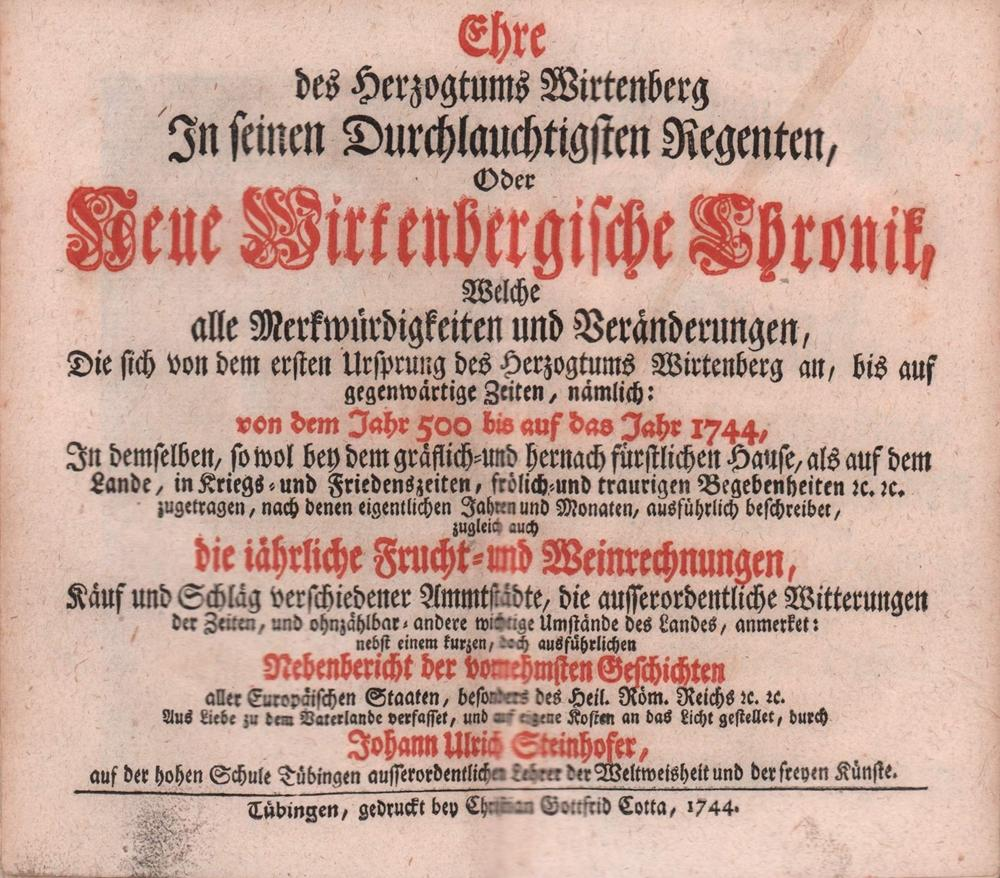
Neue Wirtenbergische Chronik

Johann Ulrich Steinhofer (* 27. September 1709 in Owen; † 23. Februar 1757 in Maulbronn) war ein deutscher lutherischer Theologe, Philosoph und Chronist.

## Leben
Steinhofer war Sohn des Pfarrers von Owen Ludwig Christoph Steinhofer (1677–1759). Er absolvierte die Klosterschulen von Bebenhausen und Maulbronn. Seine Immatrikulation an der Universität Tübingen erfolgte am 30. April 1728. Nachdem er am 28. Juni 1730 den Bakkalaureusgrad erlangte, wurde er 1730 als Stipendiat in das Tübinger Stift aufgenommen. Am 3. September 1732 erhielt er den Magistergrad, das theologische Examen bestand er am 14. Dezember 1734 in Stuttgart.
Steinhofer kehrte 1736 als außerordentlicher Professor der Philosophie an die Universität Tübingen zurück. 1747 ging er als Zweiter Klosterpräzeptor an die Klosterschule Maulbronn, an der er 1752 zum Zweiten Klosterprofessor befördert wurde. In diesem Amt blieb er bis zu seinem Tod.
Friedrich Christoph Steinhofer (1706–1761), einer der Väter des Pietismus, war sein Bruder.

## Werke (Auswahl)
- De Poena Serpenti Irrogata Ad Illustrandum Locum Genes. III, 14. 15. Qvi Continet Evangelium Pamprōton Fundamentum Omnium Promissionum Divinarum De Filio Hominis Regnum Diabolicum Destruente, Schramm, Tübingen 1736.
- Die Wichtigkeit der Lehre von dem Geheimnis der hochheiligen Dreyeinigkeit, Tübingen 1737.
- Ge. Bernh. Bilfingeri Dilucidationes contractae cum annotationibus, Tübingen 1743.
- Ehre des Herzogtums Wirtenberg In seinen Durchlauchtigsten Regenten, Oder Neue Wirtenbergische Chronik, 4 Bände, Cotta, Tübingen 1744–1755.